# Tuğçe Canıtez
Tuğçe Canıtez (ur. 10 listopada 1990 w Izmirze) – turecka koszykarka,  występująca na pozycji silnej skrzydłowej, reprezentantka Turcji, olimpijka, od 2022 zawodniczka klubu Galatasaray.

## Osiągnięcia
Stan na 22 kwietnia 2023, na podstawie, o ile nie zaznaczono inaczej.

### College
- Koszykarka roku:
  - NAIA (2012, 2013)[4]
  - konferencji Golden State Athletic Conference (GSAC – 2013)
- MVP turnieju NAIA (2013)
- Zaliczona do I składu:
  - NAIA Al-American (2012, 2013)
  - turnieju NCIA (2013)
  - All-GSAC  (2012, 2013)

### Drużynowe
- Mistrzyni Turcji (2016, 2018–2022)[5][6][7][8][9][10]
- Wicemistrzyni:
  - Euroligi (2014, 2017, 2022)
  - EuroCup (2023)
  - Turcji (2014, 2017)
- 3. miejsce w Eurolidze (2016, 2021)
- 4. miejsce w Eurolidze (2015)
- Zdobywczyni:
  - Pucharu Turcji (2015, 2016, 2019, 2020)[5][7][8]
  - Superpucharu Turcji (2013–2015, 2019)[5]
- Finalistka:
  - Pucharu Turcji (2014, 2022)[10]
  - Superpucharu Turcji (2016–2018, 2022)[6][7]
- Uczestniczka międzynarodowych rozgrywek:
  - Euroligi (2013–2022)
  - EuroCup (od 2022)

### Indywidualne
(* – nagrody przyznane przez portal eurobasket.com)
- MVP Pucharu Turcji (2020)
- Zaliczona do I składu zawodniczek krajowych ligi tureckiej (2022)*[10]

### Reprezentacja

#### Seniorek
- Brązowa medalistka mistrzostw Europy (2013)
- Uczestniczka:
  - igrzysk olimpijskich (2012 – 5. miejsce, 2016 – 6. miejsce)[11][12]
  - mistrzostw:
    - świata (2014 – 4. miejsce, 2018 – 10. miejsce)
    - Europy (2013, 2015 – 5. miejsce, 2017 – 5. miejsce, 2019 – 14. miejsce, 2021 – 14. miejsce)

  - kwalifikacji:
    - olimpijskich (2012 – 1. miejsce, 2016 – 1. miejsce)
    - do Eurobasketu (2011, 2017, 2019, 2021, 2023)

#### Młodzieżowe
- Uczestniczka mistrzostw Europy:
  - U–20 (2009 – 6 miejsce, 2010 – 7. miejsce)
  - U–18 (2007 – 11. miejsce, 2008 – 9. miejsce)
  - U–16 (2006 – 11. miejsce)